# قائمة أضرحة العراق
الضَّرِيحُ [الجمع: ضرائح] مُشيَّدة معمارية تُبنى على قبر أحد الأشخاص تخليداً لذكراه. ويختلف المَقام عنه من ناحية أنه ليس بالضرورة أن يكون المَقام مكان دفن أو قبر بل من الممكن أن يكون مكان إقامته في يوم من الأيام أو مكان ممارسة الطقوس الدينية أو كان قد مر عليه في يوم من الأيام، ومن ثم اشتهر هذا أو ذاع بين الناس على أنه أحد مقاماتهم فيشاد على هذا المكان بناء أو مكان عبادة ديني لكي يزوره الناس.

## قائمة أضرحة العراق
تحتوي هذه القائمة على أسماء أضرحة في العراق.
| اسم                                     | موقع         | صورة | ملاحظات |
| --------------------------------------- | ------------ | ---- | ------- |
| الحضرة القادرية                         | بغداد        |      |         |
| العتبة العباسية                         | كربلاء       |      |         |
| العتبة العلوية                          | النجف        |      |         |
| العتبة الكاظمية                         | بغداد        |      |         |
| جامع الشيخ عمر السهروردي                | بغداد        |      |         |
| جامع زمرد خاتون                         | بغداد        |      |         |
| جامع قنبر علي                           | بغداد        |      |         |
| سرداب الغيبة                            | سامراء       |      |         |
| ضريح الإمامين علي الهادي والحسن العسكري | سامراء       |      |         |
| ضريح كميل بن زياد                       | النجف        |      |         |
| مرقد الإمام الحسن البصري                | البصرة       |      |         |
| مرقد الإمام القاسم                      | ناحية القاسم |      |         |
| مرقد يحيى أبو القاسم                    | الموصل       |      |         |
| مسجد الكوفة                             | الكوفة       |      |         |